# Tarphius pomboi
Tarphius pomboi Borges, 1991 é uma espécie de coleóptero da família Zopheridae endémica na ilha de Santa Maria, Açores.
Sua filogenia segue como pertencente ao reino: Animalia > Arthropoda > Insecta > Coleoptera > Zopheridae > Tarphius. 